# 晏镜岭

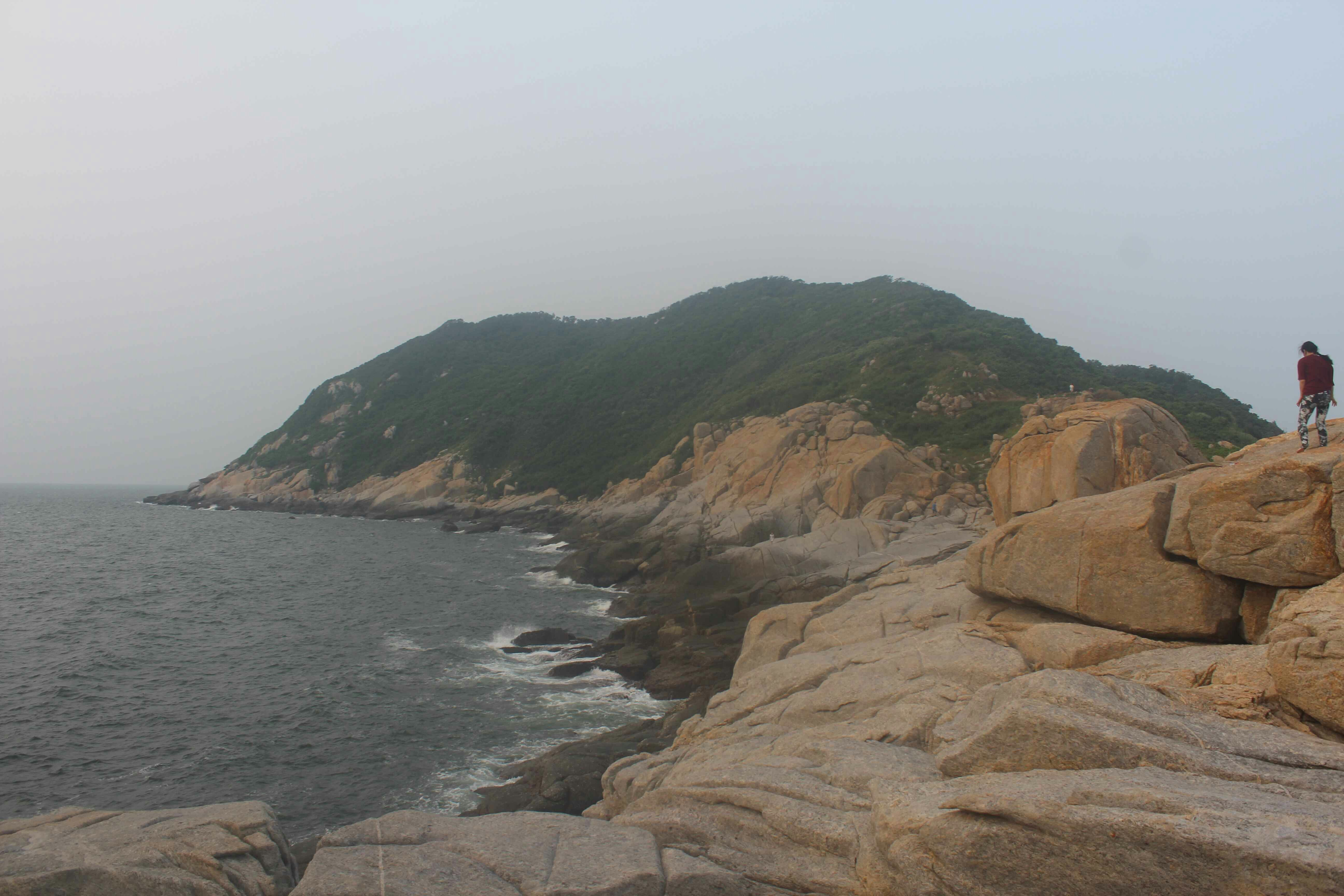

晏镜岭是广东省茂名市电白区的一座山峰，东邻虎头山，西接童子湾，海拔169米，为海岬地貌，呈东北至西南走向，因其三面临海，是观赏海景的绝佳地点。西侧建有灯塔，东侧建有登山栈道，山脚下为礁石林。

## 简介
晏镜岭别称泉清山，因岭脚下有一甘泉井，潮涨时海水漫过泉眼，退潮时冒出的水仍甘淡澄澈。因晏镜岭地势险要，第二次国共内战时期，解放军曾在晏镜岭上驻扎空军雷达站，至今尚留下望哨所、战壕和山洞等遗址。